# Trionychinae
De Trionychinae vormen een onderfamilie van schildpadden uit de familie weekschildpadden (Trionychidae). De groep wordt in de indeling van Fritz & Havaš (2007) niet meer erkend. Trionychinae werden voor het eerst wetenschappelijk beschreven door Leopold Fitzinger in 1826.
Er zijn 25 soorten in 11 geslachten, die allemaal leven in Afrika, Azië en Amerika. Net als alle weekschildpadden heeft geen enkele soort hoornplaten op de rug, maar een stevige, leerachtige huid. Dit is om sneller te zwemmen en ook de poten zijn op een leven onder water aangepast en hebben grote zwemvliezen tussen de tenen. Alle soorten zijn dan ook zeer aquatisch en komen zelden op het land.
De enige andere onderfamilie van de weekschildpadden is de onderfamilie Cyclanorbinae, deze telt zeven soorten in drie geslachten, de soorten komen voor in Afrika en westelijk Azië.

## Taxonomie
Onderfamilie Trionychinae
- Geslacht Amyda
  - Soort Kraakbeendrieklauw (Amyda cartilaginea)
  - Soort Amyda ornata
- Geslacht Apalone
  - Soort Woeste drieklauw (Apalone ferox)
  - Soort Doornrandweekschildpad (Apalone spinifera)
- Geslacht Chitra
  - Soort Chitra chitra
  - Soort Kortkopweekschildpad (Chitra indica)
- Geslacht Dogania
  - Soort Maleise weekschildpad (Dogania subplana)
- Geslacht Nilssonia
  - Soort Birmese drieklauw (Nilssonia formosa)
- Geslacht Palea
  - Soort Palea steindachneri
- Geslacht Pelochelys
  - Soort Bibrons reuzenweekschildpad (Pelochelys bibroni)
  - Soort Cantors reuzenweekschildpad (Pelochelys cantorii)
- Geslacht Pelodiscus
  - Soort Chinese drieklauw (Pelodiscus sinensis)
- Geslacht Rafetus
- Geslacht Trionyx
  - Soort Afrikaanse drieklauw (Trionyx triunguis)